# Chenecey-Buillon
Chenecey-Buillon is een gemeente in het Franse departement Doubs (regio Bourgogne-Franche-Comté) en telt 512 inwoners (2004). De plaats maakt deel uit van het arrondissement Besançon.

## Geografie
De oppervlakte van Chenecey-Buillon bedraagt 16,5 km², de bevolkingsdichtheid is 31,0 inwoners per km².

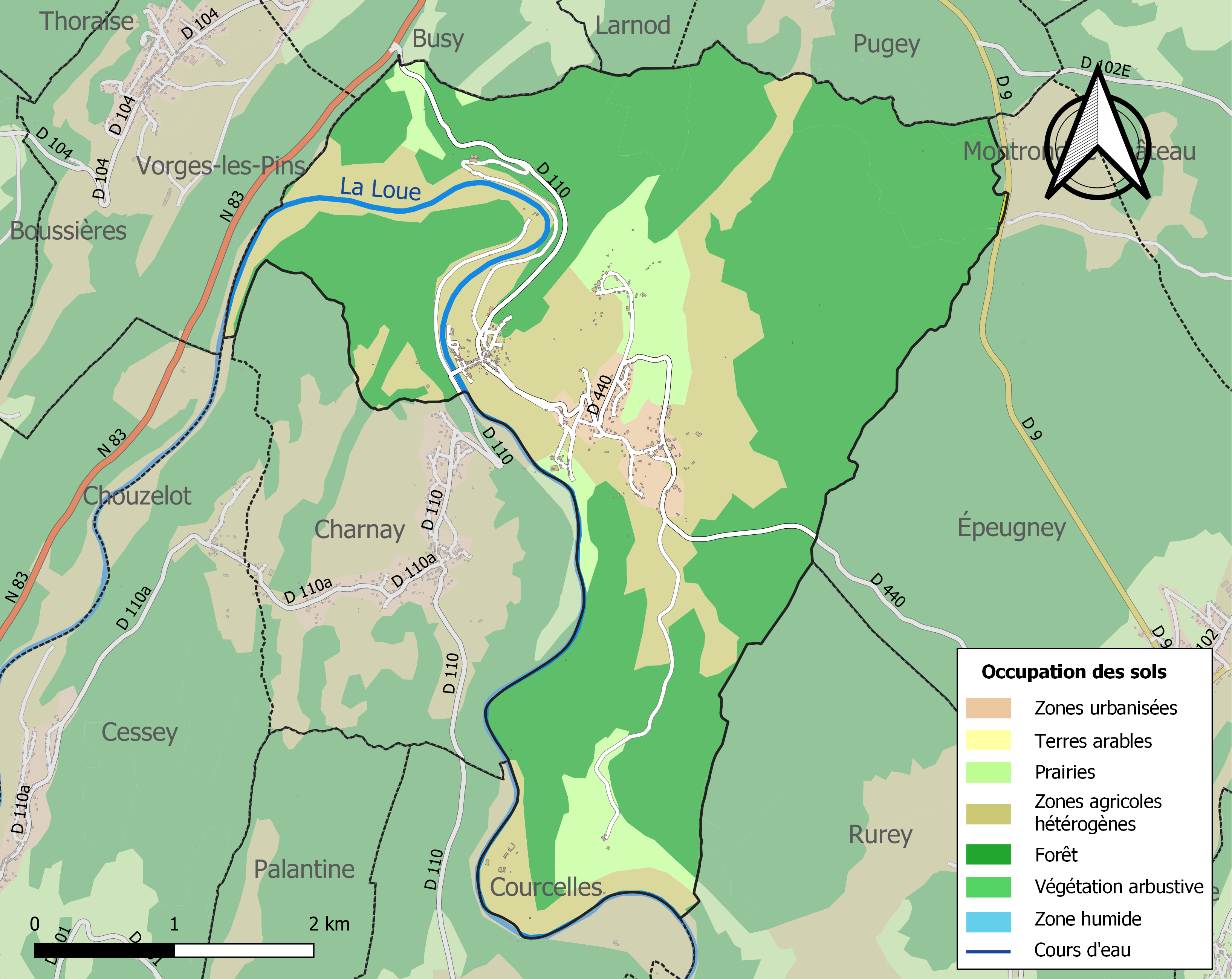
Kaart van de gemeente met de belangrijkste infrastructuur, bodemgebruik en omliggende gemeenten

De plaats ligt aan rivier de Loue.

## Demografie
Onderstaande figuur toont het verloop van het inwonertal (bron: INSEE-tellingen).